# Torre dell'orologio

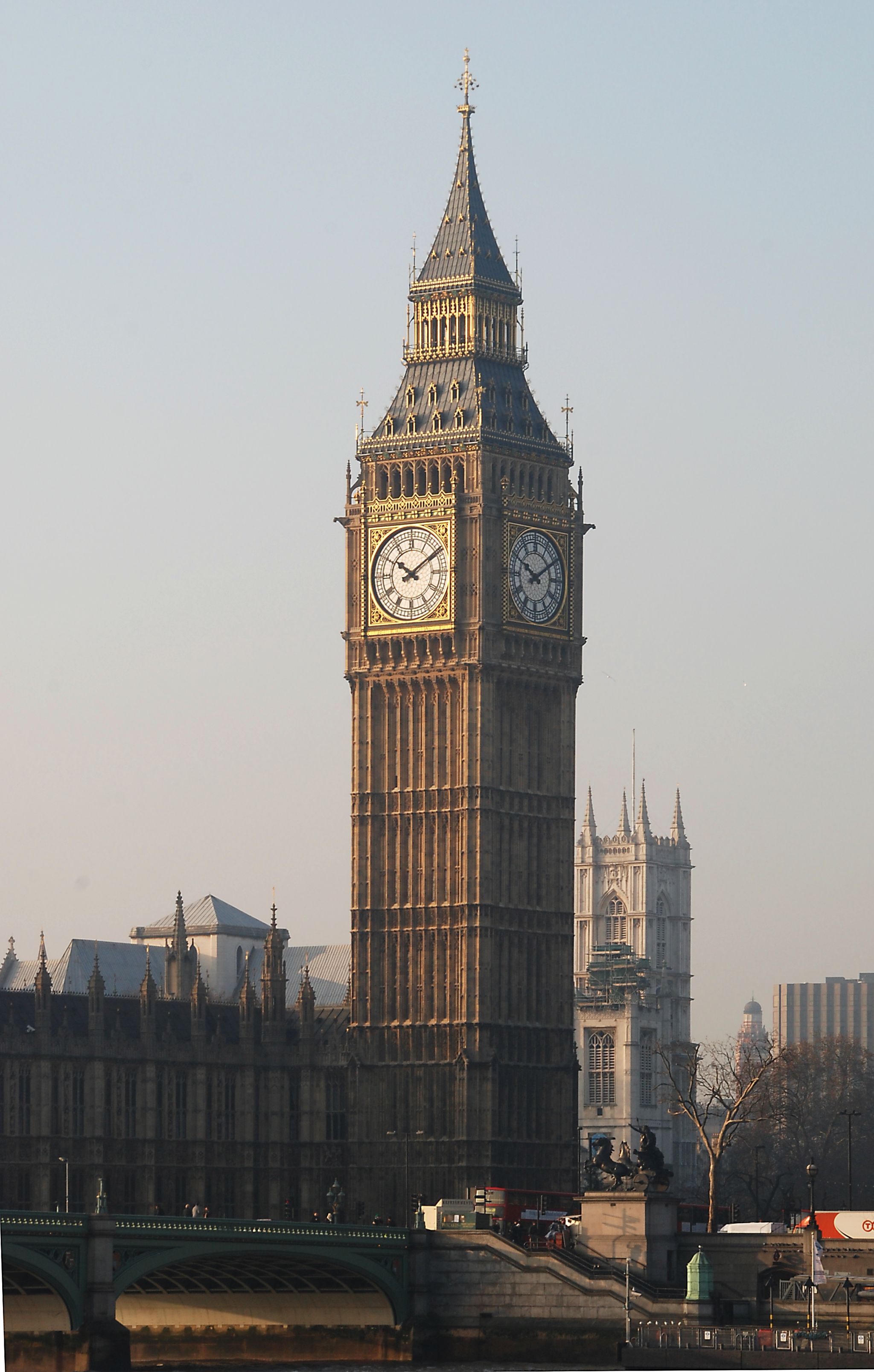
Torre dell'orologio St. Stephen del palazzo di Westminster.

Una torre dell'orologio o torre ad orologio è una torre costruita con un orologio su uno o più dei lati (spesso quattro) di un edificio comunale, come un municipio, ma molti campanili non sono legati a un edificio.
Per l'architetto Tony Garnier, la "torre dell'orologio" è definita come il segnale centrale della "città ideale" (come egli descrive in "Una città industriale", suo manifesto di urbanistica, nella versione pubblicata del 1917). Il meccanismo interno della torre è noto come un orologio torretta. Spesso segna l'ora col suono di campane o di un carillon. Alcune torri ad orologio sono dotate di orologio astronomico.

## Definizione

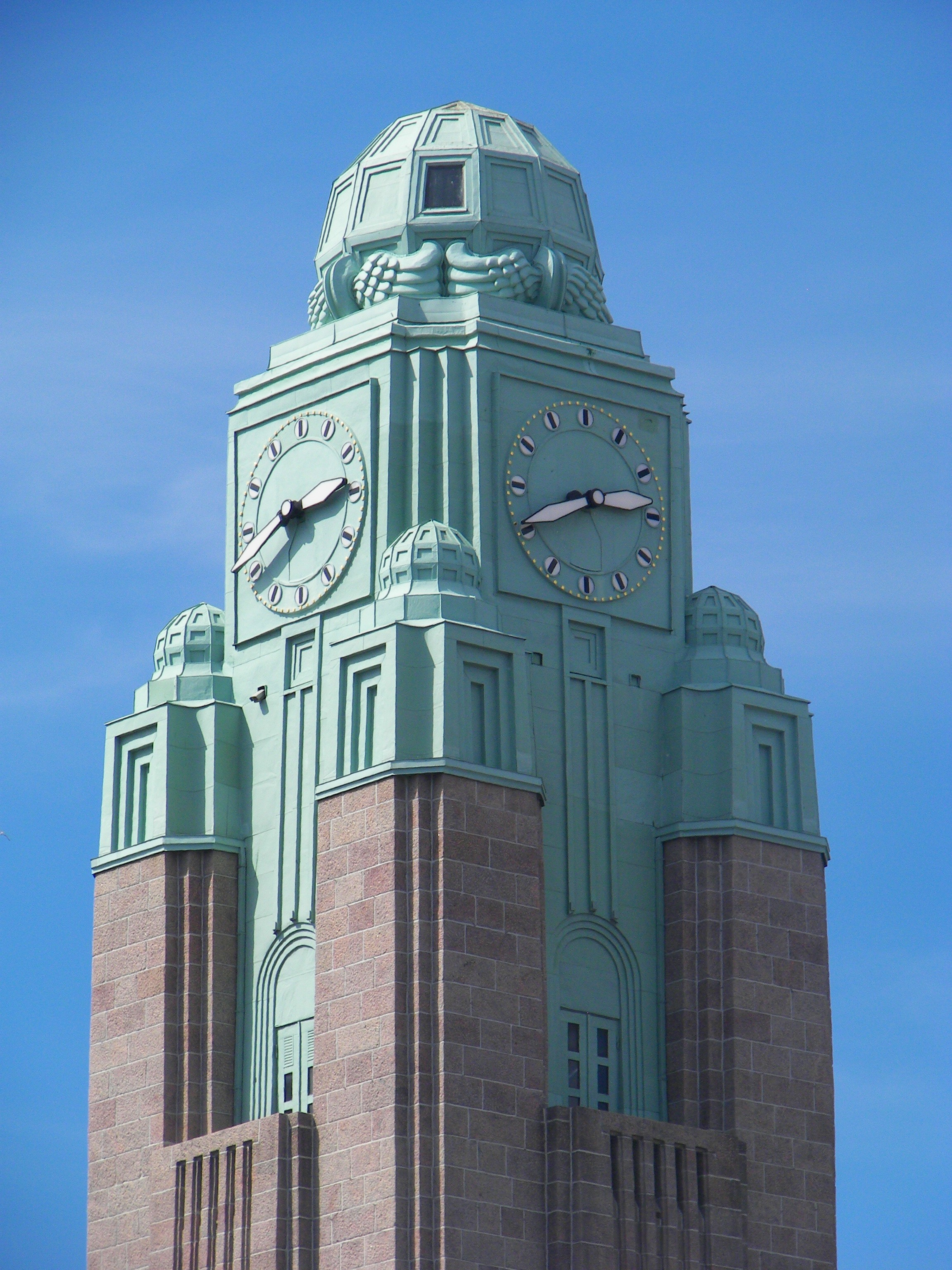
Una torre dell'orologio alla Stazione centrale di Helsinki

Esistono molte strutture che possono avere orologi o quadranti di orologio collegati e alcune strutture hanno orologi aggiunti a una struttura preesistente. Secondo il Council on Tall Buildings and Urban Habitat, una struttura è definita come edificio se almeno il cinquanta percento della sua altezza è costituito da solette contenenti superficie abitabile. Le strutture che non soddisfano questo criterio sono definite torri. Una torre con orologio storicamente rientra in questa definizione di torre e pertanto può essere definita come qualsiasi torre costruita appositamente con uno o più (spesso quattro) quadranti di orologio e che può essere indipendente o parte di una chiesa o di un edificio comunale come un municipio. Non tutti gli orologi sugli edifici, quindi, rendono l'edificio una torre con orologio.
Il meccanismo all'interno della torre è noto come orologio da torre. Spesso segna l'ora (e talvolta segmenti di un'ora) suonando grandi campane o rintocchi, a volte riproducendo semplici frasi musicali o melodie.